# Koirasaari (ö i Lappland, Norra Lappland, lat 68,90, long 28,42)
Koirasaari är en ö i Finland. Den ligger i Pasvik älv och i kommunen Enare  i den ekonomiska regionen Norra Lappland och landskapet Lappland, i den norra delen av landet, 1 000 km norr om huvudstaden Helsingfors. Öns area är 0,3 hektar och dess största längd är 130 meter i sydväst-nordöstlig riktning.